# Jaguares de Colima

Vereinslogo

Club de Fútbol Jaguares de Colima ist ein ehemaliger mexikanischer Fußballverein aus Colima, der Hauptstadt des gleichnamigen Bundesstaates Colima.

## Geschichte
Der Verein wurde 1976 von den Brüdern Antonio und Juan José Álvarez del Castillo gegründet und war nach dem Erwerb der Zweitligalizenz der Halcones de Saltillo in den zehn aufeinander folgenden Spielzeiten zwischen 1976/77 und 1985/86 in der damals noch zweitklassigen Segunda División vertreten. Nach dem Ende der Saison 1985/86 veräußerte der Verein seine Lizenz an den Stadtrivalen Loros.
Danach verliert sich die Spur des Vereins, der entweder vorübergehend nicht mehr bestand oder sich aber zumindest aus dem Profifußball zurückgezogen hatte.
Erst zehn Jahre später tauchte er wieder in der zweiten Liga auf, die inzwischen die Bezeichnung Primera División 'A' trug. In dieser Liga war der Verein in den drei Spielzeiten zwischen 1997/98 und 1999/00 vertreten, bevor er seine Lizenz an die Halcones de Querétaro veräußerte.
Die Jaguares gehörten nicht gerade zu den Topteams der Liga und konnten sich in den insgesamt sechs (halbjährlich ausgetragenen) Turnieren lediglich zweimal für die Repechaje qualifizieren, scheiterten aber in beiden Fällen (im ersten Halbjahr 1999 gegen den CF La Piedad und im zweiten Halbjahr 1999 gegen die UAT Correcaminos), so dass sie nie die Liguillas erreichen konnten, für die sich pro Wettbewerb jeweils acht Mannschaften qualifizieren.